# 28916 Logancollins
28916 Logancollins è un asteroide della fascia principale. Scoperto nel 2000, presenta un'orbita caratterizzata da un semiasse maggiore pari a 2,2589610 UA e da un'eccentricità di 0,1406252, inclinata di 7,29293° rispetto all'eclittica.